# Draupadi Murmu
Draupadi Murmu (Mayurbhanj district, 1958. június 20. –) indiai politikus, 2022. július 25. óta India jelenlegi elnöke, az elnökök sorában 15. A Bháratíja Dzsanatá Párt tagja. Ő az első törzsi közösség tagja, és Pratibha Patil után a második nő, aki betölti ezt a tisztséget. Elnöksége előtt 2015 és 2021 között Dzshárkhand kilencedik kormányzója volt, 2000 és 2004 között pedig különböző tárcákat töltött be Orisza kormányában.

## Élete
Mielőtt politikába lépett volna, 1979 és 1983 között az Állami Öntözési és Energiaügyi Osztályon dolgozott hivatalnokként, majd 1997-ig tanárként Rairangpurban.
Draupadi Murmu egy Santali családban született 1958. június 20-án Uparbeda faluban, Rairangpur Baidaposi területén, Orisza államban. Apja, Biranchi Narayan Tudu farmer volt. Apja és nagyapja a falu tanácsának (Gram Panchayat) hagyományos vezetői (Sarpanch néven) voltak. Családja Puti Tudunak nevezte el. Iskolai tanára átnevezte Draupadira, és a nevét többször is megváltoztatták Durpadira és Dorpdira. 
Murmu elemi oktatást a helyi Uparbeda általános iskolában tanult. Ötéves korában Bhubaneswarba költözött felsőoktatási tanulmányok végett.  Középiskolai tanulmányait a Girl's High School Unit-2-ben végezte, és BA diplomát szerzett a Rama Devi Women’s College-ban.
1980-ban hozzáment Shyam Charan Murmuhoz, bankárhoz, akitől két fia és egy lánya született. Férje, két fia, anyja és egy testvére 7 év alatt, 2009 és 2015 között halt meg. A Brahma Kumaris spirituális mozgalom követője. 
Murmu 2015. május 18-án letette az esküt Dzshárkhand kormányzójaként, így ő lett az első nő, aki betölti ezt a pozíciót. A BJP hatéves kormányzói hivatali ideje nagy részében a Dzshárkhand kormányjaban volt hatalmon, és hivatali ideje alatt az uniós kormányban is hatalmon volt. 
Ratan Tirkey, a BJP egykori politikusa és aktivista azt mondta, hogy Murmu nem tett eleget annak biztosítása érdekében, hogy a törzsi közösségeknek biztosított önkormányzati jogokat megfelelően érvényesítsék. Ezeket a jogokat a Fifth Schedule és a Panchayats (Extension to Scheduled Areas) Act, 1996 vagy PESA alapján biztosították. Tirkey azt mondta: „Számos kérés ellenére az akkori kormányzó soha nem gyakorolta hatáskörét az ötödik ütemterv rendelkezéseinek és a Pesa betű szerinti és szellemi végrehajtására.”
Hat éves kormányzói hivatali ideje 2015 májusában kezdődött és 2021 júliusában ért véget. 
2022 júniusában a BJP Murmut jelölte a Nemzeti Demokratikus Szövetség (NDA) indiai elnökjelöltjének a következő hónapban esedékes 2022-es választásokon. Jasvant Szinhát az ellenzéki pártok jelölték elnökjelöltnek. Választási kampánya során Murmu különböző államokba látogatott, hogy támogatást kérjen jelöltségéhez. Több ellenzéki párt, mint például a BJD, az YSRCP, a JMM, a BSP, az SS, a JD(S), többek között bejelentette, hogy támogatja jelöltségét a szavazás előtt. 2022. július 21-én Murmu egyértelmű többséget szerzett a 2022-es elnökválasztáson Jasvant Szinha közös ellenzéki jelölttel, 676 803 elektori szavazattal (az összes 64,03%-a) a 28 állam közül 21-ben (beleértve Puduccseri is), így lett a 15. India elnöke. 
India elnökévé választották, és 2022. július 25-én lépett hivatalba. N. V. Ramana főbíró a Parlament központi termében tette le a hivatali esküt. 
Ő volt az első személy India kijelölt törzsi közösségeiből, akit elnökké választottak. Ő a legfiatalabb és az első olyan személy, aki India 1947-es függetlenné válása után született, akit elnökké választottak. Murmu csak a második nő Pratibha Patil után, aki India elnöki posztját tölti be. 
2022 júliusában a mozambiki közgyűlés elnökét fogadta a Rástrapati Bhavan palotában, az elnöki rezidencián. Ez volt az első hivatalos látogatás Murmu hivatalba lépése után. Murmu kijelentette, hogy „India és Mozambik szoros baráti kapcsolatokat ápol, és rendszeres magas szintű látogatásokat folytat a két ország között.”